# Ptychadena guibei
Ptychadena guibei là một loài ếch trong họ Ptychadenidae.
Nó được tìm thấy ở Angola, Botswana, Cộng hòa Dân chủ Congo, Malawi, Mozambique, Namibia, Zambia, Zimbabwe, và có thể cả Tanzania.
Các môi trường sống tự nhiên của chúng là xavan ẩm, vùng đất ẩm có cây bụi nhiệt đới hoặc cận nhiệt đới, đồng cỏ nhiệt đới hoặc cận nhiệt đới vùng ngập nước hoặc lụt theo mùa, đầm nước, và đầm nước ngọt có nước theo mùa.